# Beverbeek Classic
Beverbeek Classic is een voormalige eendaagse wielerwedstrijd die jaarlijks plaatsvond in het Belgische Hamont-Achel. Tussen 1998 en 2003 was de wedstrijd gericht op amateurs maar vanaf 2005 was de wedstrijd ingedeeld in de categorie 1.2 van de UCI Europe Tour.

## Lijst van winnaars

### Meervoudige winnaars
| Overwinningen | Renner        | Land   | Jaren       |
| ------------- | ------------- | ------ | ----------- |
| 2             | Evert Verbist | België | 2006 + 2011 |

### Overwinningen per land
| Overwinningen | Land      |
| ------------- | --------- |
| 10            | België    |
| 4             | Nederland |
| 1             | Duitsland |